# 短梗天门冬
短梗天门冬（学名：Asparagus lycopodineus）是天门冬科天门冬属的植物。分布在印度、缅甸以及中国大陆的甘肃、湖北、四川、广西、湖南、贵州、云南、陕西等地，生长于海拔450米至2,600米的地区，一般生于灌丛中和林下，目前尚未由人工引种栽培。

## 别名
山百部